# Dendrobium forbesii
Dendrobium forbesii är en orkidéart som beskrevs av Henry Nicholas Ridley. Dendrobium forbesii ingår i släktet Dendrobium, och familjen orkidéer.

## Underarter
Arten delas in i följande underarter:
- D. f. forbesii
- D. f. praestans

## Bildgalleri

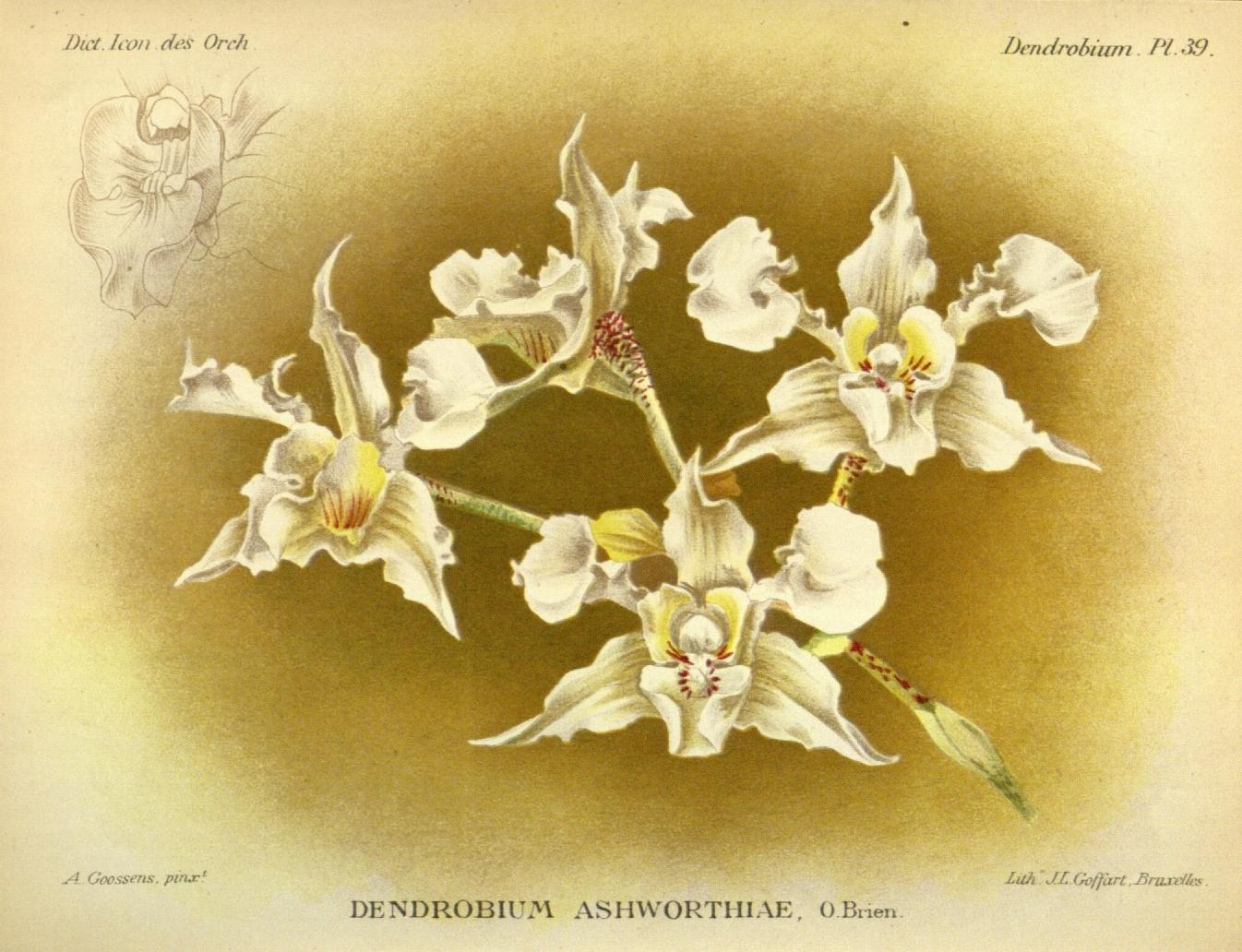